# Grundvattensänkning
Grundvattensänkning innebär att grundvattenytan medvetet sänks av människan för att möjliggöra en viss verksamhet, som annars skulle omöjliggöras av en alltför hög grundvattenyta. Grundvattensänkningen kan antingen vara tillfällig eller permanent.
Ett exempel på en tillfällig grundvattensänkning är när grundvattenytan sänks vid olika byggprojekt, för att sedan åter höjas vid byggprojektets slut. Orsaken är att utan denna grundvattensänkning kan bygget inte genomföras till en skälig kostnad.
Några exempel på permanenta grundvattensänkningar är olika former av dikning (täckdikning av en åker), juridiskt benämnt markavvattning (=vattenverksamhet), där grundvattenytan måste hållas nere för att bland annat undvika syrgasbrist och dålig bärighet. Utan denna grundvattensänkning kan marken inte odlas på ett rationellt sätt. Dessutom skulle både skörden och skördekvaliten försämras.

## Juridik
Juridiskt sett räknas alla grundvattenbortledningar (mänskliga verksamheter) som resulterar i grundvattensänkningar, som vattenverksamhet, men sedan bedöms de olika beroende på om grundvattensänkningen är av mer tillfällig eller permanent art. Grundvattenverksamheter är infiltration för att öka vattenmängden, bortledning för nyttiggörande, bortledning av skadligt grundvatten samt markavvattning. De är tillståndspliktiga enligt 11:e kapitlet, miljöbalken, om det inte är uppenbart att skada inte sker. Markavvattning är alltid tillståndspliktigt. En grundvattensänkning innebär behov av att leda bort grundvattnet och faller då under det juridiska begreppet grundvattenbortledning. Mer permanenta grundvattensänkningar för att öka markens användbarhet för ett speciellt syfte, faller ofta under det juridiska begreppet markavvattning. Dränerande konstruktionsdelar inom väg- och järnvägsbyggnation hänförs vanligen inte till konsekvensen ”markavvattning”, eftersom dessa delars syften inte är att förbättra anläggningens dränerande syfte, utan är en integrerad del av anläggningens uppbyggnad. De är grundvattenverksamhet för att bortleda skadligt grundvatten från anläggningen.